# Deutscher Basketballverein Charlottenburg
Il D.B.V. Charlottenburg è una società cestistica avente sede a Charlottenburg, Berlino, in Germania. Fondata nel 1990, gioca nel campionato tedesco.
Disputa le partite interne nella Sömmeringhalle, che ha una capacità di 2.800 spettatori.